# Hypena bambusalis
Hypena bambusalis là một loài bướm đêm trong họ Erebidae.